# Унятичі
Уня́тичі — село в Україні, у Дрогобицького району Львівської області. В Унятичах є дерев'яна церква Собору Пресвятої Богородиці. Також у селі є навчально-виховний комплес.

## Населення

### Мова
Розподіл населення за рідною мовою за даними перепису 2001 року:
| Мова       | Кількість | Відсоток |
| ---------- | --------- | -------- |
| українська | 1137      | 99.91%   |
| російська  | 1         | 0.09%    |
| Усього     | 1138      | 100%     |

## Відомі уродженці
- Кікта Степан (1918—2005) — філателіст, боніст, громадський діяч та відома особистість в українській спільноті та діаспорі.
- Крисько Левко — бойовик ОУН, четар Карпатської Січі, командир школи УПА «Дружинники».

У селі народився співак і диригент Любомир Мацюк (1918—1991). 1943 року в рідному селі він зіграв весілля із співачкою Ією Хомайко.
У читальні с. Унятичі брав участь відомий суддя, пізніше адвокат, співзасновник січового стрілецтва Степан Шухевич. Він був стрийком Романа Шухевича.